# Coquimba ishizakii
Coquimba ishizakii is een mosselkreeftjessoort uit de familie van de . De wetenschappelijke naam van de soort is voor het eerst geldig gepubliceerd in 1978 door Yajima.